# بيورن بيرك
بيورن بيرك (بالسويدية: Björn Bjerke؛ بالإنجليزية: Björn Bjerke) هو منظر أعمال ‏ واقتصادي سويدي ونيوزيلندي، ولد في 1941.